# Zsámbék
Zsámbék est une ville et une commune du comitat de Pest en Hongrie septentrionale. Elle comptait 5 068 habitants en 2007.

## Géographie
La commune est située au pied de la crête de collines de Nyakas (d'une altitude moyenne de 200 à 300 mètres), à la limite Nord-Ouest du bassin de Zsámbék (Zsámbéki-medence (hu)).
Le centre de la municipalité se trouve à 25 km à l'Ouest-Nord-Ouest de celui de Budapest, à 47 km au Nord-Est de celui de Székesfehérvár, à 24 km à l'Est de celui de Tatabánya (à vol d'oiseau). 
Au Paléozoïque, la région se situait sous l'océan de Téthys, aussi le sous-sol est en calcaire.

## Histoire
Le site est habité depuis le paléolithique, puis par les Celtes éravisces, puis par les Romains, puis conquis par les Avars, quoiqu'il fût plus ou moins abandonné entre les grandes invasions et le milieu du XIe siècle, où est bâtie une église en pierre.
En 1186, Zsámbék et ses environs sont donnés à un chevalier français du nom d'Aynard, de la suite de Marguerite de France, sœur de Philippe Auguste, épouse du roi Béla III.
La ville se développe alors, formée autour d'un monastère de prémontrés (Premontrei kolostor (Zsámbék) (hu)), construit de 1220 à 1234. 
Elle est envahie et détruite au XIIIe siècle par les Tartares. Une forteresse est alors bâtie pour sa protection.
La cité est cependant conquise par les Turcs en 1541 __ ils y resteront 145 ans. Lors de cette période, la ville et ses alentours se dépeuplèrent, les bâtiments religieux catholiques furent très gravement endommagés, la forteresse fut renforcée, le monastère transformé en seconde forteresse. 
Après l'expulsion des musulmans, la ville et ses alentours furent réoccupés par des colons venus de Souabe, qui plantèrent là les premiers vignobles, mais les moines ne revinrent pas.
En 1689, un château baroque est construit à l'emplacement de la forteresse, qui était tombée en ruine. Le 28 juin 1763, la ville subit un tremblement de terre, qui fait s'effondrer une bonne partie de l'abbatiale du monastère. Elle ne sera pas reconstruite, mais sera conservée, et même restaurée de 1896 à 1900.
La commune a notamment vu naître Joseph Gungl (1810-1889), compositeur et chef d’orchestre.
Début 1945, elle subit les combats de la bataille de Budapest. En 1946, 95 % des habitants de souche souabe sont expulsés en Allemagne.